# Mick Box
Michael Frederick Box (Anglia, Walthamstow, 1947. június 9. –) ismertebb nevén Mick Box brit gitáros, aki a Uriah Heep vezetőjeként vált ismertté.

## Pályafutása
Pályafutását 1965-ben kezdte a The Stalkers beat zenekarban, majd a Uriah Heep elődjében a Spiceban is megfordult. Ezenkívül közreműködött a Uriah Heep eredeti énekesének David Byronnak a Take No Prisoners című albumán is. Ő az egyetlen olyan tagja az együttesnek, aki az 1969-es megalakulás óta, sohasem lépett ki. Jelenleg Észak-Londonban él feleségével és fiával. Fő hangszere a Gibson Les Paul, de gyakran szokott használni Yamaha, Fender Stratocaster, Furch, Peavey, Epiphone és Washburn márkájú gitárokat is.

## Diszkográfia

### David Byron
- Take No Prisoners

### Uriah Heep
- Very 'eavy... Very 'umble  - 1970
- Salisbury – 1971
- Look at Yourself – 1971
- Demons & Wizards – 1972
- The Magician's Birthday – 1972
- Live '73 – 1973
- Sweet Freedom – 1973
- Wonderworld – 1974
- Return to Fantasy – 1975
- High and Mighty – 1976
- Firefly...1977
- Innocent Victim...1977
- Fallen Angel – 1978
- Conquest – 1980
- Abominog – 1982
- Head First – 1983
- Equator – 1985
- Raging Silence – 1989
- Different World – 1991
- Sea of Light – 1995
- Sonic Origami – 1998
- Wake the Sleeper – 2008
- Celebration – 2009
- Into the Wild – 2011

### Iris
- Lady In Black

### With Spearfish
- Back For The Future